# Stizolobium spurium
Stizolobium spurium là một loài thực vật có hoa trong họ Đậu. Loài này được (G. Mey.) Kuntze miêu tả khoa học đầu tiên năm 1891.